# (74171) 1998 RA6
(74171) 1998 RA6 – planetoida z pasa głównego asteroid okrążająca Słońce w ciągu 4,41 lat w średniej odległości 2,69 j.a. Odkryta 13 września 1998 roku.